# Conseil économique, social et environnemental
Il Conseil économique, social et environnemental (CESE, in italiano: Consiglio economico sociale e dell'ambiente) è un'assemblea prevista dalla Costituzione francese, come consiglio facoltativo o obbligatorio per le materie legislative. Fondato nel 1946, permette di rappresentare gli organismi professionali e gli attori dell'economia. La sua sede è nel palais d'Iéna a Parigi.

## Storia
Creato nel 1925, come Conseil national économique (CNE), soppresso dal regime di Vichy nel 1940, è ricreato come Conseil économique dal 1946. Prende il nome di Conseil économique et social con la costituzione del 1958 e poi con la riforma costituzionale del 2008, quello attuale di CESE.
Una legge, votata nel 2020, riduce i suoi membri da 233 a 175, concentrandosi sulle ONG, associazioni e sindacati:
- 52 membri rappresentano i dipendenti;
- 52 membri le imprese, artigiani, contadini, professioni liberali, ecc.;
- 45 membri la coesione sociale e territoriale e la vita associativa (di cui 8 per l'oltremare);
- 26 membri per la protezione della natura e del ambiente.